# Isabel Penagos
Isabel Penagos (Santander, Cantabria; 24 de septiembre de 1931) es una soprano española. 

## Biografía y carrera artística
Nació en Santander el 24 de septiembre de 1931 y ya desde su infancia muestra una gran vocación artística en gran parte debido a que en su familia se respira una gran afición por la música. Erróneamente y en diferentes enciclopedias especializadas se ha emparentado a Isabel Penagos con el ilustre pintor Rafael de Penagos así como con el poeta y actor del mismo nombre e hijo del anterior.
Estudió el bachillerato e inició su formación musical en la capital cántabra y a los diecisiete años se trasladó a Madrid para iniciar su formación lírica. Cursa sus estudios en el Real Conservatorio Superior de Música de Madrid y a su vez pasa a ser una de las alumnas predilectas de la prestigiosa y reconocida maestra de canto Lola Rodríguez Aragón a quien permanecerá muy unida durante toda su carrera y con quien unirá siempre una gran amistad.
En 1954 finaliza sus estudios en el Real Conservatorio Superior de Música de Madrid donde le es otorgado el premio “María Barrientos”.
Su debut en los escenarios se produce en enero de 1953 en el Ateneo de Madrid, bajo la dirección de Cristóbal Halffter con la Orquesta de Radio Nacional de España interpretando arias de soprano de La Pasión Según San Mateo de J.S. Bach.
En sus primeros años en los que se da a conocer al gran público y a la crítica, consigue el primer premio en concursos como el de Toulouse en Francia, el Concurso de Canto Isabel Castelo, el Premio a la Crítica en las Semanas de Música Religiosa de Cuenca o el Premio Estanislao de Abarca en Santander.
Desde su mencionada primera aparición inicia una fulgurante carrera en ópera, zarzuela, conciertos, oratorios y recitales en los principales escenarios de España (Teatro Real de Madrid  y Teatro de la Zarzuela), Portugal (Teatro Nacional de San Carlos de Lisboa), Francia (Sala Gaveau y Teatro de los Campos Elíseos de París), Italia (La Scala de Milán), Argentina (Teatro Colón de Buenos Aires) y Estados Unidos (Carnegie Hall, Lincoln Center y American Opera Society de Nueva York y la Washington National Opera), compartiendo elenco con artistas de la relevancia de Renata Tebaldi, Carlo Bergonzi, Teresa Berganza o Alfredo Kraus entre otros.
En 1963 hace su primera aparición en La Scala de Milán con el papel de la “Musseta” en La Bohème de G. Puccini en la gran producción de Franco Zeffirelli y en 1966 inauguró el flamante Teatro Real de Madrid interpretando la novena sinfonía de L.V. Beethoven bajo la batuta de Rafael Frühbeck de Burgos.
En mayo de 1967 participa en el estreno de la ópera “Bomarzo” de Alberto Ginastera en el Lisner Auditorium de la Washington Opera Society, como “Julia Farnese”, papel que después interpretaría en numerosas ocasiones.
A lo largo de su vida artística ha estrenado obras de Joaquín Rodrigo, Oscar Esplá, Xavier Montsalvatge, Eduardo Toldrá, Cristóbal Halffter, Ernesto Halffter, Federico Mompou, Luis de Pablo, Alberto Ginastera y Antón García Abril.
Su contribución a la promoción del género de la zarzuela ha sido notable principalmente por su producción discográfica con títulos como “La Revoltosa”, “Katiuska”, “La del manojo de rosas”, “Agua, azucarillos y aguardiente”, “La rosa del azafrán” y “La tabernera del puerto”. Así mismo fue muy relevante en su carrera su interpretación de "El Trujamán" de "El retablo de Maese Pedro" así como el personaje de "Salud" de "La vida breve" ambas obras de Manuel de Falla.
En sus últimos años en activo compagina su profesión con la enseñanza.
En 1979 decide retirarse de los escenarios para dedicarse plenamente a actividades docentes.
Frecuentemente es requerida para participar como jurado en concursos de canto tanto nacionales como internacionales.
Cuenta con una extensa discografía principalmente de música española.

## Su carrera en la docencia
Aun cuando todavía no se había retirado de los escenarios ya comenzó su andadura docente. En 1970 pasa a formar parte del profesorado de la recién fundada Escuela Superior de Canto de Madrid. En 1977 es nombrada catedrática de canto en dicho centro, el cual dirigió desde 1987 hasta 1990.
Desde los primeros años de su dedicación a la docencia alterna su labor en Madrid con numerosos Cursos y Master Classes en Europa y América. Desde 1978 ha sido invitada a enseñar en las Universidades de Estados Unidos (Illinois State, Chicago, Los Ángeles, San Diego, Miami y Austin) y desde 1985 ha sido durante doce años profesora titular del Pittsburg Opera Center y de la Pittsburg Duquesne University.
Entre 1983 y 1989 fue profesora invitada de los Cursos Internacionales de la Fundación Mateus de Portugal, y en 1986 impartió un curso en la Universidad de La Habana en Cuba.
En 1985 fue la representante de España en el Congreso de Opera de Cámara en Moscú.
Ha sido requerida para impartir “La lección de la voz cantada” en los congresos de Otorrinolaringología de las universidades de Alcalá de Henares y Euskadi-San Sebastián y en las Jornadas de “El Arte y La Ciencia” en el Ateneo de Madrid junto con eminentes otorrinolaringólogos como el Dr. García Tapia y el Dr. Cobeta entre otros.
Más recientemente ha compartido Master Classes y Jornadas Musicales con Plácido Domingo sobre Técnica e Interpretación y con René Jacobs, Alan Curtis y Alberto Zeda, sobre la voz en Monteverdi.
Es frecuentemente invitada a formar parte del jurado de Concursos Internacionales como el Pavarotti, Operalia-Plácido Domingo, Bilbao, Pamplona-Gayarre y el Villa de Colmenar entre otros.
En 1996 fue designada miembro del primer Patronato del Teatro Real de Madrid y fue fundadora y vicepresidenta la Fundación de la Zarzuela Española.
A partir de 2004 impartirá la materia de Canto del Curso Universitario de Música Española de Santiago de Compostela.
Recientemente es de destacar su intervención en el Curso Internacional de Canto y Actuación Lírico-teatral en colaboración con el maestro Tito Capobianco en la Universidad Católica de Lima, Perú.
Por sus manos han pasado destacadas figuras de la lírica actual algunas de gran renombre como Ana María Sánchez, Pilar Jurado, Manuel Lanza, Juan Pedro García Marqués, Tatiana Davidova, Mabel Perelstein, Miguel Ángel Zapater, Ana Rodrigo, Ángeles Blancas, Amparo Navarro, Javier Agulló y Andrés Veramendi entre muchos otros. Además, sus colegas y grandes amigas Teresa Berganza y Montserrat Caballé depositaron su confianza en la formación vocal de sus hijas Cecilia Lavilla y Montserrat Martí.

## Reconocimientos y nombramientos
- Medalla de Oro del Círculo de Bellas Artes de Madrid (1966).
- Personalidad montañesa del año (1976). Ateneo de Santander.
- Directora de la Escuela Superior de Canto de Madrid (1987-1990).
- Premio Nacional de Lírica Cultura Viva (1995).
- Miembro del Primer Patronato del Teatro Real de Madrid.
- Fundadora y vicepresidenta de la Fundación de la Zarzuela Española.
- Distinguida por Juventudes Musicales de Madrid por su dedicación a la formación de jóvenes cantantes (2012). Galardón entregado por su Majestad la Reina Doña Sofía.

## Discografía
| Título                                       | Compositor              | Discográfica | Referencias                |
| -------------------------------------------- | ----------------------- | ------------ | -------------------------- |
| La del manojo de rosas                       | Pablo Sorozábal         | Zafiro       | ZN6-9 S                    |
| Katiuska                                     | Pablo Sorozábal         | Zafiro       | ZN6-8 S, ZOR-220, ZCL 1013 |
| La tabernera del puerto                      | Pablo Sorozábal         | Zafiro       | ZOR-160, LM-3014-C         |
| La rosa del azafrán                          | Jacinto Guerrero        | Zafiro       | ZN6-5, ZOR 218, LM-3026-C  |
| Agua, azucarillos y aguardiente              | Federico Chueca         | Zafiro       | ZN6-6                      |
| La revoltosa                                 | Ruperto Chapí           | Zafiro       | ZOR 216, ZN6-6 2S          |
| Don Gil de Alcalá                            | Manuel Penella          | Zafiro       | FM 66                      |
| Maruxa                                       | Amadeo Vives            | Vergara      | 3006/7-SF                  |
| El retablo de Maese Pedro                    | Manuel de Falla         | Zafiro       | ZN-6-4 S                   |
| Canciones de Isabel Penagos                  | Varios                  | Zafiro       | ZOR-207                    |
| Recital de Isabel Penagos                    | Varios                  | Zafiro       | ZL-89                      |
| Isabel Penagos Recopilación                  | Varios                  | Zafiro       | ZL-107                     |
| Romanzas de zarzuela                         | Varios                  | Zafiro       | ZOR-205, ZL-120-S          |
| Cantos de amor y Lucha, cantos de amor y paz | Pablo Sorozábal Serrano | Zafiro       | ZL-113                     |
| Sorozabal                                    | Pablo Sorozábal         | Zafiro       | ZOR-206, GML 2021          |
| Nochebuena del diablo                        | Oscar Esplá             | HISPA VOX    | HH 1001, M-23978-86        |
| Bomarzo                                      | Alberto Ginastera       | CBS          | 32 31 0006                 |